# Albania ai XXIV Giochi olimpici invernali
L'Albania ha partecipato ai XXIV Giochi olimpici invernali, che si sono svolti dal 4 al 20 febbraio 2022 a Pechino in Cina, con una delegazione composta da un atleta. Come unico atleta, lo sciatore alpino Denni Xhepa è stato portabandiera della squadra nel corso della cerimonia di apertura.

## Delegazione
| Sport      | Uomini | Donne | Totale |
| ---------- | ------ | ----- | ------ |
| Sci alpino | 1      | -     | 1      |
| Totale     | 1      | -     | 1      |

## Risultati

### Sci alpino
| Atleta      | Gara                     | Tempo     | Tempo     | Tempo   | Posizione |
| Atleta      | Gara                     | 1ª manche | 2ª manche | Totale  | Posizione |
| ----------- | ------------------------ | --------- | --------- | ------- | --------- |
| Denni Xhepa | Slalom speciale maschile | 58"32     | 54"96     | 1'53"28 | 28º       |
| Denni Xhepa | Slalom gigante maschile  | DNF       | DNF       | DNF     | DNF       |